# Cueta pallens
Cueta pallens är en insektsart som först beskrevs av Klug in Ehrenberg 1834.  Cueta pallens ingår i släktet Cueta och familjen myrlejonsländor. Inga underarter finns listade i Catalogue of Life.